# Onthophagus bifasciatus
Onthophagus bifasciatus là một loài bọ cánh cứng trong họ Bọ hung (Scarabaeidae).